# Konzert für Chile
Konzert für Chile è un disco che documenta un concerto tenuto il 31 maggio 1974 alla Grugahalle di Essen (Germania Ovest) in solidarietà con il popolo del Cile a circa 9 mesi dal colpo di Stato di Augusto Pinochet. Al concerto parteciparono alcuni celebri musicisti cileni (Quilapayún, Inti-Illimani, Isabel Parra e Patricio Castillo) insieme ad alcuni artisti tedeschi (Floh de Cologne, Dieter Süverkrüp, Franz Josef Degenhardt, Reinhold Ohngemach e Dietrich Kittner). Ad introdurre il tutto la voce registrata di Víctor Jara, cantautore cileno ucciso dai militari nei giorni immediatamente seguenti il golpe. L'LP venne pubblicato dalla Pläne records che ne ha anche curato la riedizione in CD nel 1998 all'interno della sua collana Die Siebziger ("I settanta"). Questo disco non ha mai circolato in Italia e i brani ivi contenuti non sono mai apparsi in raccolte o altri dischi.

## Tracce
1. Victor Jara – Herminda de la Victoria – 2:09 (Victor Jara)
2. Quilapayun – Plegaria a un labrador – 3:24 (Victor Jara)
3. Quilapayun – Que lindas son las obreras – 3:23 (Victor Jara)
4. Quilapayun – Con el alma llena de banderas – 5:08 (Victor Jara)
5. Isabel Parra – Lo unico que tengo – 3:05 (Victor Jara)
6. Patricio Castillo – Te recuerdo Amanda – 2:30 (Victor Jara)
7. Isabel Parra & Patricio Castillo – Donde esta la patria – 3:23 (Isabel Parra)
8. Floh de Cologne – Marsch der mumien III – 4:10 (Floh de Cologne)
9. Floh de Cologne – Des volkes fesseln – 4:26 (Floh de Cologne)
10. Inti-Illimani – Ya parte el galgo terrible – 2:42 (Pablo Neruda & Sergio Ortega)
11. Inti-Illimani – Chile herido – 3:15 (Inti-Illimani & Luis Advis)
12. Inti-Illimani – El aparecido – 3:44 (Victor Jara)
13. Inti-Illimani – La segunda independencia – 2:34 (Rubén Lenna)
14. Dieter Süverkrüp – Dieser chilenische sommer war süss – 3:38 (Rudi Bergmann & Hans Werner Henze)
15. Franz Josef Degenhardt – Station Chile – 5:00 (Franz Josef Degenhardt)
16. Reinhold Ohngemac – Wir sind fünftausend – 2:42 (Victor Jara)
17. Dietrich Kittner – Allende lebt – 2:13 (Dietrich Kittner)
18. Inti-Illimani & Quilapayun – El pueblo unido jamas serà vencido – 4:29 (Sergio Ortega)
19. Tutti gli artisti – Venceremos – 4:14 (Sergio Ortega & Claudio Iturra)